# Randy Schekman
Randy Wayne Schekman (n. 30 decembrie 1948, Saint Paul, Minnesota, SUA) este un cercetător american în domeniul biologiei celulare la Universitatea California (Berkeley) și membru al Academiei Naționale de Științe (National Academy of Sciences) din 1992.
În 2002 Randy Schekman a primit, împreună cu James Rothman, premiile „Louisa Gross Horwitz”  și „Albert Lasker” pentru descoperirea mecanismului transportului membranar.
Împreună cu James Rothman și Thomas Südhof, Schekman a primit premiul Nobel pentru fiziologie sau medicină în 2013, pentru „descoperirea mecanismelor care reglează transportul veziculelor, un important sistem de transport în celulele noastre”.